# Association of Salaried Medical Specialists
Die Association of Salaried Medical Specialists (ASMS) ist eine Gewerkschaft für leitende angestellte Ärzte und Zahnärzte in Neuseeland.

## Geschichte
In den 1980er Jahr sahen sich die angestellten Ärzte und Zahnärzte in Neuseeland mit niedrigen Löhnen, hohen Steuern und Hypothekenzinsen konfrontiert. Auch hatten sie keine Interessenvertretung, die an ihrer Situation etwas hätte ändern können. So wurde die Association of Salaried Medical Specialists am 1. April 1989 in Wellington auf die Initiative von vier Personen hin gegründet, die da waren George Downward, Allen Fraser, James Judson und John Hawke. Um eine eingetragene Gewerkschaft werden zu können, mussten sie seiner Zeit mindestens 1000 Mitglieder zusammenbekommen. Der Zulauf an Mitglieder war nach der Gründung derart immens, sodass die Gewerkschaft bis August 1989 bereits 1260 Mitglieder Willkommen heißen und damit die Bedingungen einer eingetragene Gewerkschaft innerhalb von weniger als sechs Monaten erfüllen konnte.
2014 zählte man zum 25. Jubiläum der Gewerkschaft über 4000 Mitglieder. Damit war bereits ein Organisierungsgrad in den betreffenden Berufsgruppen von 90 % erreicht. Bis zum Jahr 2024 konnte die Gewerkschaft ihre Mitgliederzahl weiter steigern und wies mit dem Annual Report von 2024 eine Mitgliederzahl von 6165 aus.